# Římskokatolická farnost – děkanství Frýdlant v Čechách

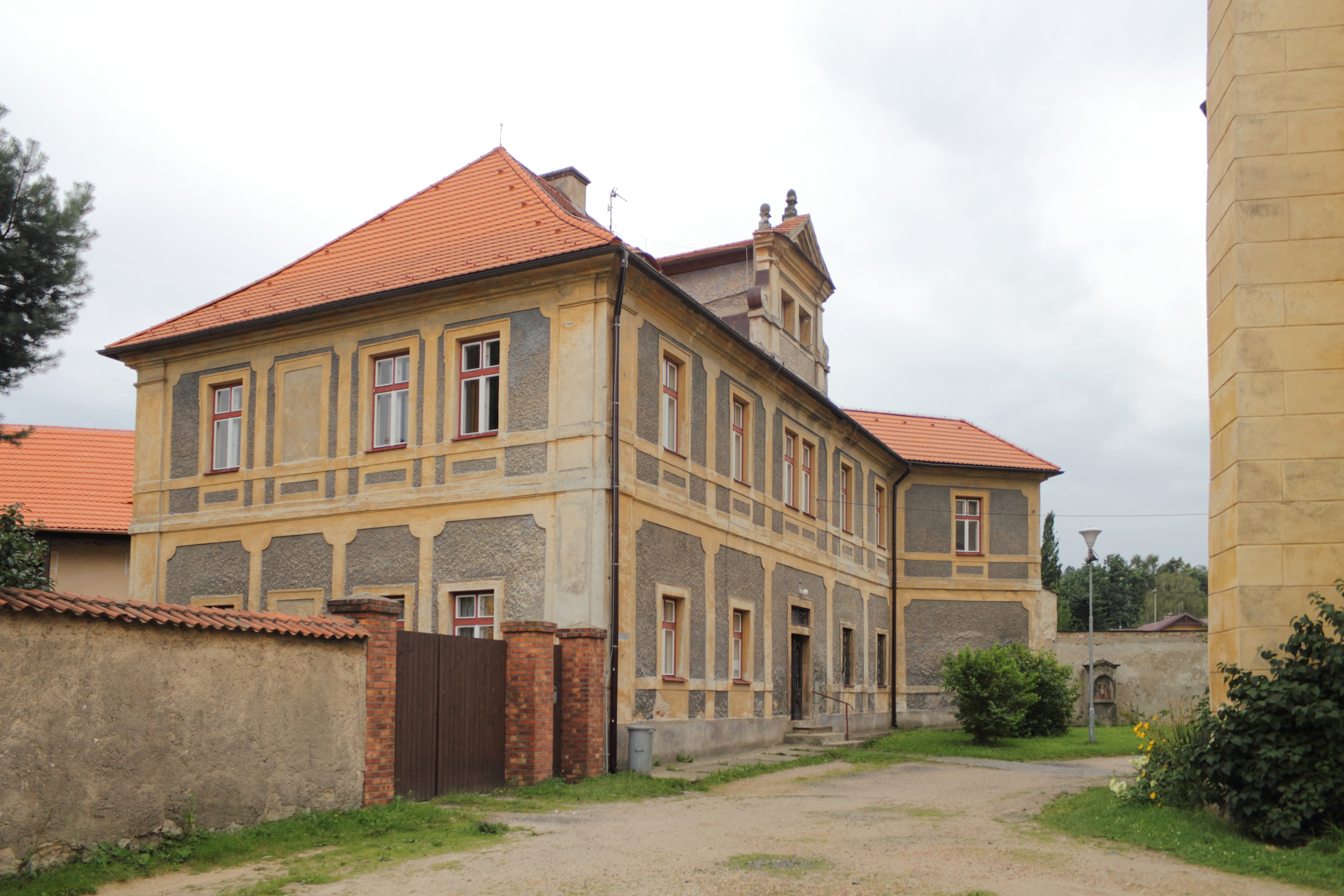
Budova děkanství ve Frýdlantu v Čechách

Římskokatolická farnost – děkanství Frýdlant v  Čechách (lat. Friedlanda) je církevní správní jednotka sdružující římské katolíky na území města Frýdlant a v jeho okolí. Ve Frýdlantě se nachází farní kostel Nalezení svatého Kříže, který je centrem farnosti. Do farnosti vedle frýdlantského kostela patří ještě kostel Všech svatých v Kunraticích, kostel Seslání svatého Ducha ve Višňové a zámecká kaple sv. Anny ve Frýdlantě. Organizačně farnost spadá do libereckého vikariátu, který je jedním z 10 vikariátů litoměřické diecéze.

## Historie farnosti
Farnost je „starobylá“ tj. má svůj původ ve středověku; přesné datum jejího založení však není známo. Od roku 1624 bylo v místě děkanství. Matriky jsou vedeny od roku 1661.

### Duchovní správcové vedoucí farnost
Začátek působnosti jmenovaného v duchovní správě farnosti od:
- 1624   Sebastianus Balth. Von Waldhausen
- 1632   Cornelius Erlemann
- 1633   Maxmilián Rudolf ze Schleinitz, narozen 1605 Warnsdorf, vysvěcen 6. 5. 1630, zemřel 13. 10. 1675
- 1635   Balthazar Ludovic. Gütler
- 1642   Felix Georgius Zeidler
- 1645   Christianus  Joann. Reinhold
- 1649   Maxm. Fogger von Bellenburg
- 1650   Laurentius Felix Figarollus von Freyporth
- 1657   Christianus August Pfalts n. Ostritz (Kristián August Pfalts z Ostritz), děkan
- 1666   Otto von der Velde
- 1668   Melchior Riesner
- 1683   Joannes Franc. Lucerna von Lichtenthal
- 1685   Joannes Christ. Ahsmann
- 1688   Godefriedus Franc. Grieger
- 1717   Joannes Georg. Hertelt[4]
- 1722   Joannes Friedrich Leubner, děkan[5]
- 1751   Joannes Andr. Kaiser von Kaisern
- 1755   Antonius Schneider
- 1766   Joannes Franc. Zebisch n. Pürstein
- 1768   Jos. Tobias Schöpffer
- 1790   Car. Bretschneider, † 19. 4. 1803
- 1803   Franc. Hunger
- 1815   Andreas Wittmesser, n. 28. 11. 1749 Prag, o. 17. 12. 1774,[4] který byl předtím farářem v Novém Městě pod Smrkem[5]
- 1822   Franc. Salomon, n. 11. 1. 1765 Reichenberg, o. 26. 7. 1780, † 11. 12. 1846
- 1847   Jos. Lichtner, n. 25. 12. 1791 Kratzau, o. 17. 8. 1814, † 5. 4. 1876
- 1876   August. Klindert, n. 27. 10. 1815 Aussig., o. 1. 8. 1839, † 1. 3. 1883
- 1883   Josef Bergmann, n. 22. 1. 1831 Ebersdorf, 25. 7. 1855, † 5. 3. 1903 Liberec
- 1896   Stephan Neumann, n. 26. 4. 1844 Bärnsdorf., o. 23. 7. 1870, † 21. 11. 1918
- 1. 9. 1917 Johann Röttig, n. 21. 4. 1871 Neu Georgswalde, o. 7. 7. 1895, † 10. 3. 1947 Gundelfingen
- 1. 7. 1946  Josef Zlámal, admin.; od 1. 10. 1948 děkan
- 1. 10. 1950  Rudolf Pfáb
- Václav Kubáň
- 1. 4. 1951   Tomáš Hlaváč, admin.
- 1. 9. 1957  Klement Ruisl
- 1. 6. 1958   Josef Kováčik
- 5. 3. 1959 František Janiš, admin.
- 1. 12. 1984 Prokop Jan Bahník, O.P., admin.
- 1. 10. 1987 Ladislav Kubíček, admin.; od 1. 4.  1991 děkan
- 1. 7. 1993 Oldřich Kolář
- 1. 8.  2006  Vít Audy, admin.
- 1. 2. 2016  Vít Audy, děkan
- 1. 12. 2019 Artur Ściana, děkan
- 1. 7. 2022 Grzegorz Marian Czyżewski, děkan

Zaniklá duchovní správa Huntířov (německy Günthersdorf, dnes polsky Godzieszów)

Polská vesnice Godzieszów, dříve česky Huntířov, spadala duchovní správou do roku 1689 pod frýdlantské děkanství jako česká exkláva v Horní Lužici. Duchovními správci zde byli:
- 1765   Josephus Novotne
- 1777   Josephus Benedict. Langhans, † 19. 2. 1794
- 1794   Josephus Werner
- 1800   Christophorus Schmid
- 1802   Joannes Werner
- 1815   Ignat. Spantig, n. Ostricens. (Lusata)

Do roku 1823-1824 byl součástí litoměřické diecéze, dnes se nachází v Lužici.

Kromě kněží stojících v čele farnosti, působili ve farnosti v průběhu její historie i jiní kněží. Většinou pracovali jako farní vikáři, kaplani, katecheté, výpomocní duchovní aj.

## Území farnosti
Do farnosti náleží území obcí:
- Frýdlant (něm. Friedland)
- Kunratice
- Minkovice
- Poustka
- Předlánce
- Větrov
- Víska
- Višňová

## Římskokatolické sakrální stavby na území farnosti
| | Fotografie | Stavba                        | Místo     | Bohoslužby                      | Zeměpisné souřadnice            | Status          | Číslo kulturní památky           |
| Kostely | Kostely    | Kostely                       | Kostely   | Kostely                         | Kostely                         | Kostely         | Kostely                          |
| --- | ---------- | ----------------------------- | --------- | ------------------------------- | ------------------------------- | --------------- | -------------------------------- |
| 1. |            | Kostel Nalezení svatého Kříže | Frýdlant  | bližší informace o bohoslužbách | 50°55′14″ s. š., 15°4′42″ v. d. | farní kostel    | 20852/5-4253 (Pk•MIS•Sez•Obr•WD) |
| 2. |            | Kostel Všech svatých          | Kunratice | bližší informace o bohoslužbách | 50°55′15″ s. š., 15°1′31″ v. d. | filiální kostel | 15866/5-4372 (Pk•MIS•Sez•Obr•WD) |
| 3. |            | Kostel Seslání svatého Ducha  | Višňová   | bližší informace o bohoslužbách | 50°57′58″ s. š., 15°1′16″ v. d. | filiální kostel | 24014/5-4481 (Pk•MIS•Sez•Obr•WD) |
| Kaple |            |                               |           |                                 |                                 |                 |                                  |
| 4. |            | Kaple svaté Anny              | Frýdlant  | bližší informace o bohoslužbách | 50°54′52″ s. š., 15°4′59″ v. d. | zámecká kaple   | 32155/5-4271 (Pk•MIS•Sez•Obr•WD) |
| Některé drobné sakrální stavby a pamětihodnosti lze dohledat zde v databázi Drobné sakrální památky Zaniklé sakrální stavby lze dohledat zde v databázi Poškozené a zničené kostely, kaple a synagogy v České republice |            |                               |           |                                 |                                 |                 |                                  |

Ve farnosti se mohou nacházet i další drobné sakrální stavby, místa římskokatolického kultu a pamětihodnosti, které neobsahuje tato tabulka.

## Farní obvod
Z důvodu efektivity duchovní správy byl vytvořen farní obvod (kolatura) sestávající z přidružených farností spravovaných excurrendo z děkanství Frýdlant v Čechách. 
Přehled těchto kolatur je v tabulce farních obvodů libereckého vikariátu.